# Rocca di Camporgiano
La rocca di Camporgiano, nota anche come rocca estense, è una fortificazione medievale della Garfagnana situata nel comune di Camporgiano.

## Storia
La rocca fu costruita degli estensi a difesa della via di comunicazione della alta valle del Serchio, in funzione sinergica con la vicina fortezza delle Verrucole.
La fortificazione è a pianta quadrangolare irregolare e la fortificazione della cinta muraria consiste di due torri. All'interno della fortezza è ancora presente il basamento del campanile dell'antica chiesa romanica di San Sisto.
Fu pesantemente danneggiata nel terremoto della Garfagnana e della Lunigiana del 1920.
All'interno è ospitata la Civica Raccolta di Ceramiche Rinascimentali.

## Galleria d'immagine

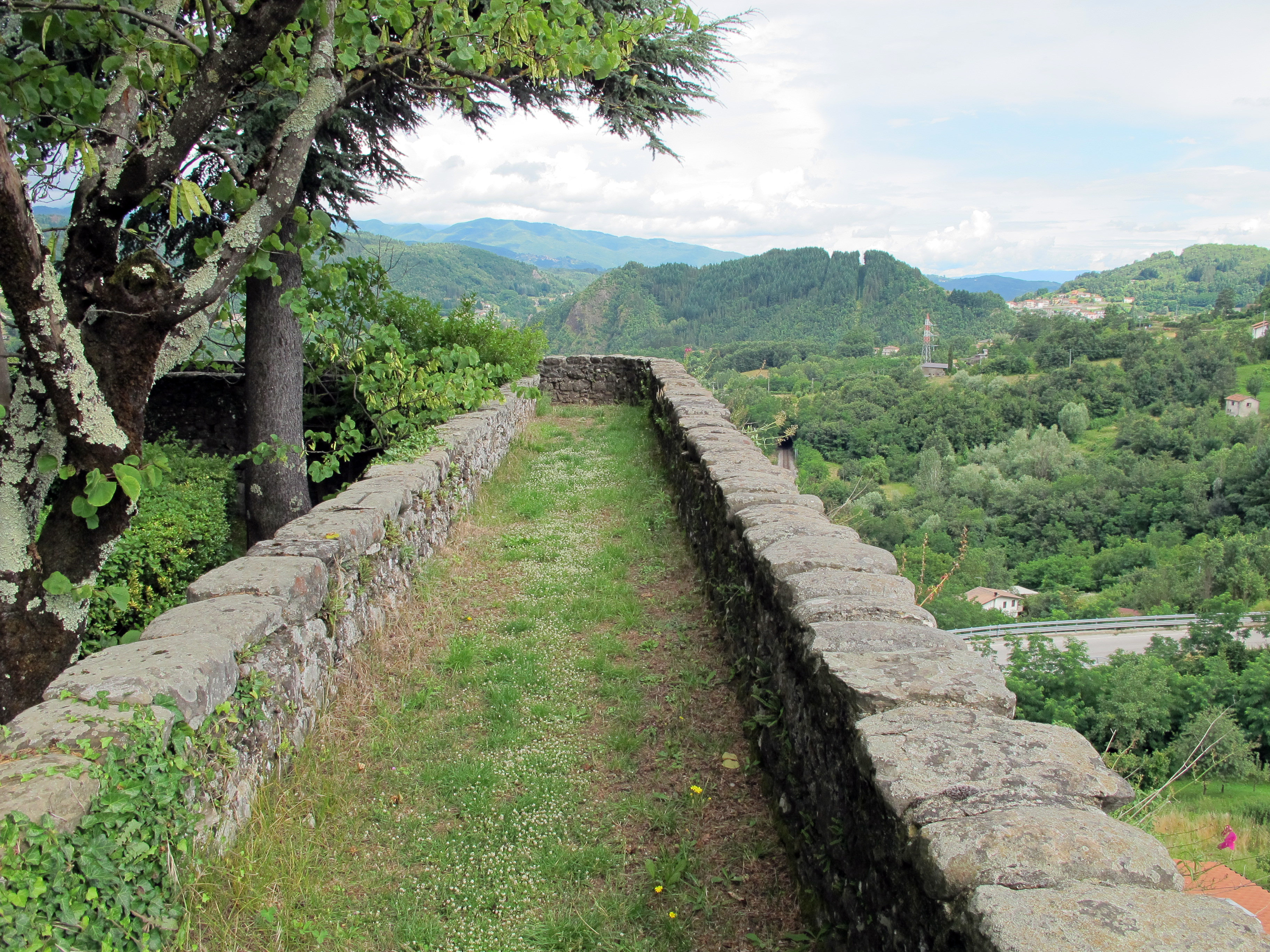
Camminamento
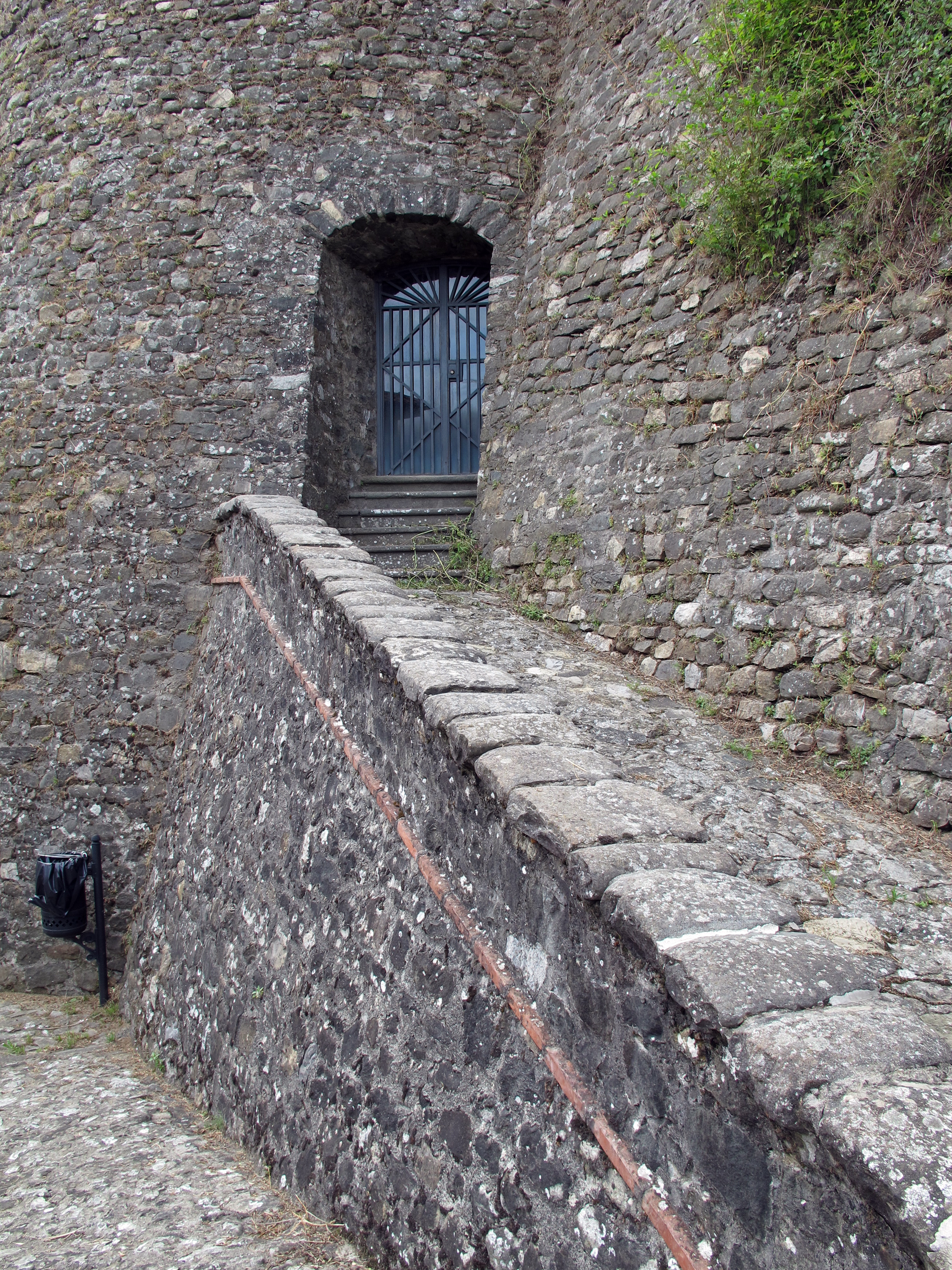
Entrata
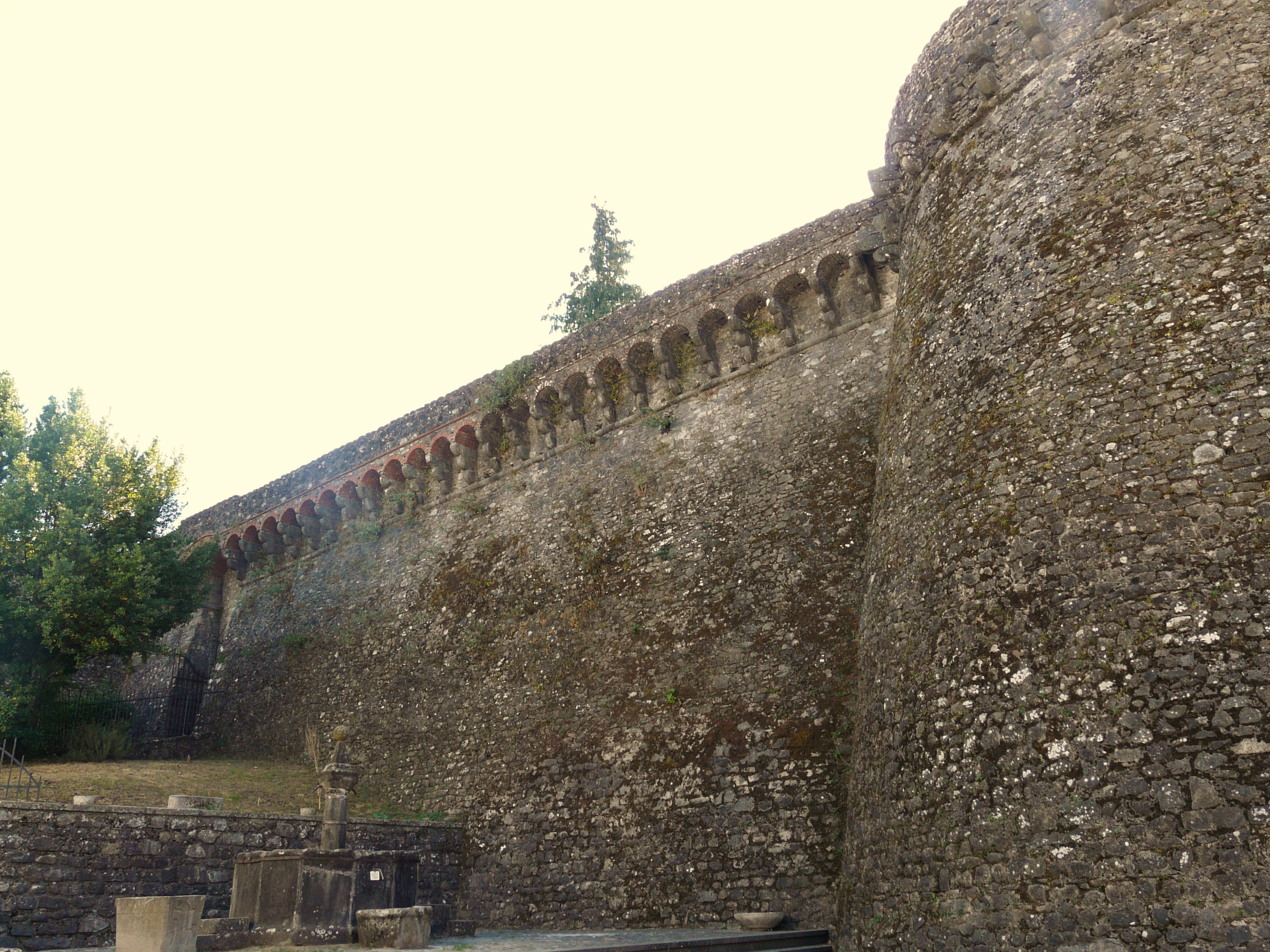
Cinta muraria